# Orientamento astronomico nella navigazione in età classica
La navigazione in età classica fu favorita dalle conoscenze astronomiche che si diffusero nel Mediterraneo a partire dall'Oriente e dalla Mesopotamia o terra fra due fiumi.

## I Fenici
I primi esperti navigatori furono i Fenici, le cui navi seguivano persino rotte in alto mare, orientandosi con le due Orse (maggiore e minore); gradualmente concentrarono la loro attenzione sulla Minore, perfezionando il loro sistema di orientamento. Qualche nave fenicia superò anche le colonne d'Ercole, spingendosi fin nella parte settentrionale della Gran Bretagna. Tali navi si orientavano grazie alle stelle del circolo artico, cioè quelle circumpolari, le quali per una data latitudine geografica non tramontano. In questo modo furono raggiunte le isole Cassiteridi (53° N). Un'altra rotta oceanica percorsa da navi fenicie era diretta verso sud, lungo le coste dell'Africa. Queste navigazioni avvenivano tutte in piena estate, approfittando di cieli sereni e di mari piuttosto calmi. Così i Fenici individuarono le prime “rotte stellari” e aprirono l'epoca dell'astronomia nautica.

## I Greci
I Greci appresero molto dai Fenici per quanto riguarda la navigazione astronomica. Certamente uno dei più antichi tentativi di esplorazione marittima della parte occidentale del Mediterraneo fu compiuto dal mitico Ulisse, come ci informa l'Odissea. Addirittura Omero indica la giusta rotta, tramite le parole della ninfa Calipso, che Ulisse avrebbe dovuto seguire per raggiungere la sua amata Itaca partendo da Ogigia, isola posta ai confini del mondo allora conosciuto. Quella rotta è basata su di un percorso da sud-ovest a nord-est, orientato mediante l'Orsa Maggiore da tenere sul lato sinistro insieme alla costellazione di Boote e le Pleiadi sulla destra. Quella navigazione omerica è chiaramente tipica per la stagione estiva.
I Greci, come i Fenici, raggiunsero anch'essi un'isola a nord della Gran Bretagna, Tyle, di certo nel IV secolo a.C. grazie a Pitea di Marsiglia, il quale descrive, tra l'altro, il fenomeno del sole a mezzanotte nel solstizio d'estate.
Naturalmente queste navigazioni oceaniche di età classica rappresentano soltanto sporadici tentativi di esplorazione geografica tesi al rinvenimento di materiali utili per le attività dei centri del Mediterraneo.
Dalla consultazione di testi greci si rileva che i marinai ellenici basavano il loro orientamento sul mare affidandosi particolarmente all'Orsa Minore nel contesto mediterraneo.Usando anche diversi strumenti.

## I Romani
I Romani appresero bene l'antica lezione di orientamento marinaro astronomico fornita loro dai Fenici e dai Greci. Così essi utilizzarono le stelle per navigare lungo le rotte del Mare nostrum. Quando Pompeo, come afferma Lucano, scappando a seguito della sconfitta di Farsalo, navigava da Alessandria verso la Sirte, si orientava con le due Orse, tenendo a sinistra la stella Canòpo.
Per l'orientamento nella navigazione nell'antichità furono usati anche i venti. A tal proposito, accanto all'acropoli di Atene, nel I secolo a.C. fu costruita una “torre dei venti” che aveva un anemoscopio per misurarne la direzione. Comunque i venti spesso trasportavano con loro estesi sistemi di nuvole che coprivano il cielo, annullando la visione astronomica e provocando violente tempeste. A tali fenomeni vanno collegati i dirottamenti subiti da Ulisse durante la sua navigazione.

## Altri sistemi di navigazione
L'orientamento astronomico seguìto dalle navi in età classica fu, senza ombra di dubbio, un primo fondamentale passo avanti per gli spostamenti e per l'instaurarsi di continui contatti tra varie sponde del Mediterraneo. Il suo uso, però, era alquanto limitato, soprattutto ad una sola stagione dell'anno, ed era altresì condizionato dai mutevoli agenti atmosferici. Per un più sicuro e costante sistema di orientamento bisognerà attendere l'età medievale, che fornirà ai naviganti veri e propri strumenti fondati sul magnetismo, quali la pixidis nautica e la bussola.